# Liste des anciennes communes de la Seine-Saint-Denis
| Fusions - Commune issue d'une fusion                                    |
| Créations - Commune issue d’un démembrement d'une ou plusieurs communes |

Carte présentant les modifications des limites des communes de la Seine-Saint-Denis depuis 1789.

Depuis la Révolution française, plusieurs communes de Seine-Saint-Denis ont subi des modifications de périmètre territorial — par le biais de fusions ou de démembrements — ou le passage d'un hameau d'une commune à une autre ou bien des changements de nom, que la liste s’attache à présenter. Elle ne contient pas les rectifications ou les modifications des limites entre les communes.
En 2025, la création de la commune nouvelle de Saint-Denis fait de Pierrefitte-sur-Seine une commune déléguée.

## Contexte
Alors que les communes d’Ancien Régime sont supprimées par les décrets du 4 Août 1789 de l’Assemblée constituante, une nouvelle forme communale émerge en France avec le décret législatif du 14 décembre 1789 concernant la constitution des municipalités. Le Législateur révolutionnaire, dans une logique de rationalisation, souhaite uniformiser les dénominations des plus petites structures d’administration territoriale. C’est sous la Convention, par un décret du 10 brumaire an II, que le terme « commune » est harmonisé à tous les anciens bourgs, villes, paroisses ou communautés.
Le département de la Seine-Saint-Denis a été créé le 1er janvier 1968, en application de la loi du 10 juillet 1964 portant réorganisation de la région parisienne. Le département comprend 16 communes de l'ancien département de Seine-et-Oise et 24 communes de l'ancien département de la Seine. La liste ci-dessous comprend donc les modifications effectuées sur les communes du département, basées sur son périmètre actuel. Ces modifications peuvent être antérieur à sa création et elles commencent à partir de 1790. Le département dénombre donc 39 communes aujourd'hui (au 1er janvier 2025).

## Transformations par type

### Fusion
| Commune créée | Communes supprimées   | Régime                                     | Décision                           | Date d’effet     |
| ------------- | --------------------- | ------------------------------------------ | ---------------------------------- | ---------------- |
| Saint-Denis   | Saint-Denis           | commune nouvelle (avec communes déléguées) | Arrêté préfectoral du 13 juin 2024 | 1er janvier 2025 |
| Saint-Denis   | Pierrefitte-sur-Seine | commune nouvelle (avec communes déléguées) | Arrêté préfectoral du 13 juin 2024 | 1er janvier 2025 |
| Aubervilliers | Aubervilliers         | Fusion simple                              | Loi du 16 juin 1859                | 1er janvier 1860 |
| Aubervilliers | La Chapelle,          | Fusion simple                              | Loi du 16 juin 1859                | 1er janvier 1860 |
| Bagnolet      | Bagnolet              | Fusion simple                              | Loi du 16 juin 1859                | 1er janvier 1860 |
| Bagnolet      | Charonne,             | Fusion simple                              | Loi du 16 juin 1859                | 1er janvier 1860 |
| Montreuil     | Montreuil             | Fusion simple                              | Loi du 16 juin 1859                | 1er janvier 1860 |
| Montreuil     | Charonne,             | Fusion simple                              | Loi du 16 juin 1859                | 1er janvier 1860 |
| Saint-Ouen    | Saint-Ouen            | Fusion simple                              | Loi du 16 juin 1859                | 1er janvier 1860 |
| Saint-Ouen    | La Chapelle           | Fusion simple                              | Loi du 16 juin 1859                | 1er janvier 1860 |
| Saint-Ouen    | Montmartre            | Fusion simple                              | Loi du 16 juin 1859                | 1er janvier 1860 |
| Saint-Denis   | Saint-Denis           | Fusion simple                              | Loi du 16 juin 1859                | 1er janvier 1860 |
| Saint-Denis   | La Chapelle,          | Fusion simple                              | Loi du 16 juin 1859                | 1er janvier 1860 |

### Création
| Nom                     | Commune affectée  | Mode de création | Décision               | Date d’effet   |
| ----------------------- | ----------------- | ---------------- | ---------------------- | -------------- |
| Les Pavillons-sous-Bois | Bondy             | Démembrement     | Loi du 3 janvier 1905  | 6 janvier 1905 |
| Neuilly-Plaisance       | Neuilly-sur-Marne | Démembrement     | Loi du 13 avril 1892   | 15 avril 1892  |
| Le Raincy               | Livry             | Démembrement     | Décret du 20 mai 1869  |                |
| Le Raincy               | Clichy-sous-Bois  | Démembrement     | Décret du 20 mai 1869  |                |
| Le Raincy               | Gagny             | Démembrement     | Décret du 20 mai 1869  |                |
| Les Lilas               | Romainville       | Démembrement     | Loi du 24 juillet 1867 |                |
| Les Lilas               | Pantin            | Démembrement     | Loi du 24 juillet 1867 |                |
| Les Lilas               | Bagnolet          | Démembrement     | Loi du 24 juillet 1867 |                |

### Modification du nom officiel
| Nom                   | Ancien nom           | Décision                    | Date d’effet             |
| --------------------- | -------------------- | --------------------------- | ------------------------ |
| Saint-Ouen-sur-Seine  | Saint-Ouen           | Décret du 5 novembre 2018   | 8 novembre 2018          |
| Tremblay-en-France    | Tremblay-lès-Gonesse | Décret du 16 août 1989      | 20 août 1989             |
| Épinay-sur-Seine      | Épinay               | Décret du 15 septembre 1920 | 26 septembre 1920        |
| Pierrefitte-sur-Seine | Pierrefitte          | Décret du 15 septembre 1920 | 26 septembre 1920        |
| Livry-Gargan          | Livry                | Décret du 6 juillet 1912    | 14 juillet 1912          |
| Aulnay-sous-Bois      | Aulnay-lès-Bondy     | Décret du 5 janvier 1903    | 12 janvier 1903          |
| Rosny-sous-Bois       | Rosny                | Décret du 2 mai 1897        | 9 mai 1897               |
| Tremblay-lès-Gonesse  | Tremblay             | Décret du 5 juillet 1887    | Décret du 5 juillet 1887 |
| Clichy-sous-Bois      | Clichy-en-Aulnoy     | Changement en 1851          | Changement en 1851       |

### Modifications de limites communales
| La commune de ...                             | ... cède du territoire à la commune de ...    | Précisions                                                                       | Décision                              |
| --------------------------------------------- | --------------------------------------------- | -------------------------------------------------------------------------------- | ------------------------------------- |
| Bobigny                                       | Pantin                                        | Superficie de 22 a 74 ca                                                         | Décret du 26 octobre 1995             |
| Pantin                                        | Bobigny                                       | Superficie de 25 a 6 ca                                                          | Décret du 26 octobre 1995             |
| Livry-Gargan                                  | Vaujours                                      | Superficie de 5 a 43 ca                                                          | Décret du 26 octobre 1995             |
| Vaujours                                      | Livry-Gargan                                  | Superficie de 5 a 43 ca                                                          | Décret du 26 octobre 1995             |
| Sevran                                        | Villepinte                                    | Superficie de 2 a 4 ca                                                           | Décret du 24 avril 1979               |
| Sevran                                        | Aulnay-sous-Bois                              | Superficie de 7 a 98 ca                                                          | Décret du 24 avril 1979               |
| Aulnay-sous-Bois                              | Sevran                                        | Superficie de 7 a 49 ca                                                          | Décret du 24 avril 1979               |
| La Courneuve                                  | Aubervilliers                                 | Superficie de 14 a 37 ca                                                         | Décret du 30 octobre 1978             |
| Aubervilliers                                 | La Courneuve                                  | Superficie de 31 ca                                                              | Décret du 30 octobre 1978             |
| Le Blanc-Mesnil                               | Dugny                                         | Superficie de 1 ha 11 a 53 ca                                                    | Décret du 13 décembre 1976            |
| Les Pavillons-sous-Bois                       | Livry-Gargan                                  |                                                                                  | Décret du 15 octobre 1974             |
| Clichy-sous-Bois Livry-Gargan                 | Livry-Gargan Clichy-sous-Bois                 |                                                                                  | Décret du 11 octobre 1974             |
| Le Bourget La Courneuve                       | La Courneuve Le Bourget                       |                                                                                  | Décret du 1er octobre 1974            |
| Montreuil                                     | Bagnolet                                      | 16 habitants                                                                     | Décret du 17 juin 1974                |
| Bagnolet                                      | Montreuil                                     |                                                                                  | Décret du 17 juin 1974                |
| La Courneuve                                  | Saint-Denis                                   | Superficie de 3 ha 35 a 9 ca                                                     | Décret du 12 août 1970                |
| Saint-Denis                                   | Stains                                        | Superficie de 1 ha 43 a 79 ca                                                    | Décret du 12 août 1970                |
| Saint-Denis                                   | La Courneuve                                  | Superficie de 1 ha 01 a 86 ca                                                    | Décret du 19 mai 1969                 |
| Gagny                                         | Clichy-sous-Bois                              |                                                                                  | Arrêté préfectoral du 28 février 1953 |
| Aulnay-sous-Bois Le Blanc-Mesnil              | Le Blanc-Mesnil Aulnay-sous-Bois              |                                                                                  | Arrêté préfectoral du 28 février 1953 |
| Les Pavillons-sous-Bois Le Raincy             | Le Raincy Les Pavillons-sous-Bois             |                                                                                  | Décret du 12 juillet 1938             |
| Bry-sur-Marne (94) Noisy-le-Grand             | Noisy-le-Grand Bry-sur-Marne (94)             |                                                                                  | Décret du 12 juillet 1938             |
| Drancy Le Blanc-Mesnil                        | Le Blanc-Mesnil Drancy                        |                                                                                  | Décret du 5 juillet 1931              |
| Livry-Gargan Les Pavillons-sous-Bois          | Les Pavillons-sous-Bois Livry-Gargan          |                                                                                  | Décret du 5 juillet 1931              |
| Épinay-sur-Seine Deuil (95)                   | Deuil (95) Épinay-sur-Seine                   | Limite constituée par le nouveau tracé de l'axe de grande communication n°23 bis | Décret du 13 juillet 1930             |
| Le Perreux (94) Neuilly-Plaisance Villemomble | Neuilly-Plaisance Villemomble Le Perreux (94) |                                                                                  | Loi du 19 février 1902                |
| Bondy Livry                                   | Livry Bondy                                   |                                                                                  | Loi du 12 juin 1891                   |
| Bagnolet                                      | Les Lilas                                     |                                                                                  | Décret du 20 avril 1887               |
| Dugny La Courneuve Drancy                     | Le Bourget                                    |                                                                                  | Loi du 23 mai 1877                    |
| Saint-Ouen                                    | 18e arrondissement de Paris                   | Quartier de Clignancourt                                                         | Loi du 16 juin 1859                   |
| Montreuil                                     | Rosny                                         | Fort de Rosny                                                                    | Loi du 5 août 1851                    |
| Épinay                                        | Saint-Denis                                   | Fort de la Briche                                                                | Loi du 5 août 1851                    |
| La Courneuve                                  | Saint-Denis                                   | Fort de l'Est                                                                    | Loi du 5 août 1851                    |
| Noisy-le-Sec                                  | Romainville                                   | Fort de Noisy-le-Sec                                                             | Loi du 5 août 1851                    |
| Pantin                                        | Romainville                                   | Fort de Romainville                                                              | Loi du 5 août 1851                    |
| Pantin                                        | Aubervilliers                                 | Fort d'Aubervilliers                                                             | Loi du 5 août 1851                    |